# San Miguel del Pino
San Miguel del Pino – gmina w Hiszpanii, w prowincji Valladolid, w Kastylii i León, o powierzchni 7,45 km². W 2011 roku gmina liczyła 293 mieszkańców.